# Liste von Flugplätzen in Kambodscha
Die Liste von Flugplätzen in Kambodscha zeigt die Flughäfen und andere zivile Flugplätze des Staates Kambodscha. Das Land verfügt über vier große Flughäfen mit kommerziellen Flügen, wobei die Flughäfen Phnom Penh und Siem Reap-Angkor die größten Passagieraufkommen haben.

## Flughäfen und Flugplätze

### In Betrieb

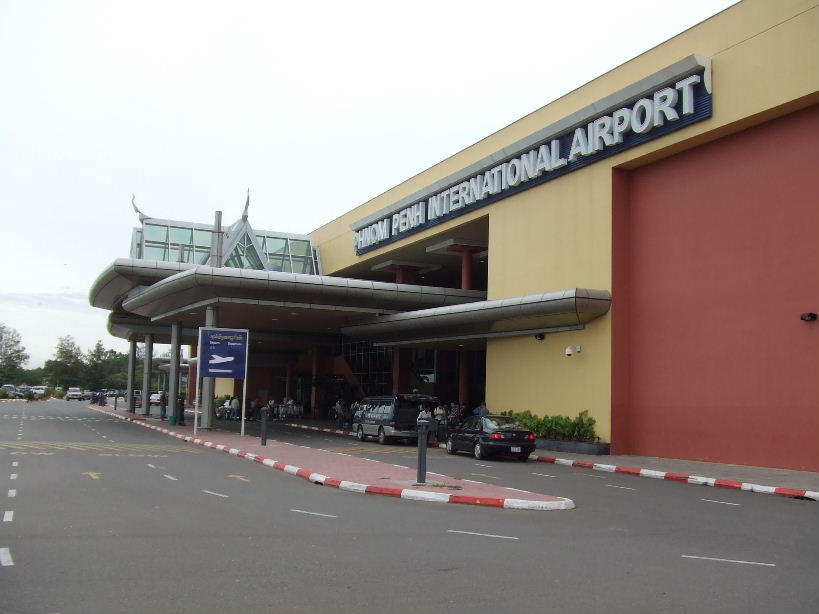
Flughafen Phnom Penh (2006)

| Ort           | ICAO-Code | IATA-Code | Name des Flughafens        |
| ------------- | --------- | --------- | -------------------------- |
| Phnom Penh    | VDPP      | PNH       | Flughafen Phnom Penh       |
| Siem Reap     | VDSA      | SAI       | Flughafen Siem Reap-Angkor |
| Sihanoukville | VDSV      | KOS       | Flughafen Sihanouk         |
| Botum Sakor   | VDDS      | DSY       | Flughafen Dara Sakor       |

### In Bau
| Ort      | ICAO-Code | IATA-Code | Name des Flughafens |
| -------- | --------- | --------- | ------------------- |
| Ta Khmau | VDTI      | KTI       | Flughafen Techo     |

### Geplant
| Ort          | ICAO-Code | IATA-Code | Name des Flughafens  |
| ------------ | --------- | --------- | -------------------- |
| Battambang   | VDBG      | BBM       | Flughafen Battambang |
| Mondul Seima |           |           | Flughafen Koh Kong   |
| Sen Monorom  |           |           | Flughafen Mondulkiri |

### Außer Betrieb

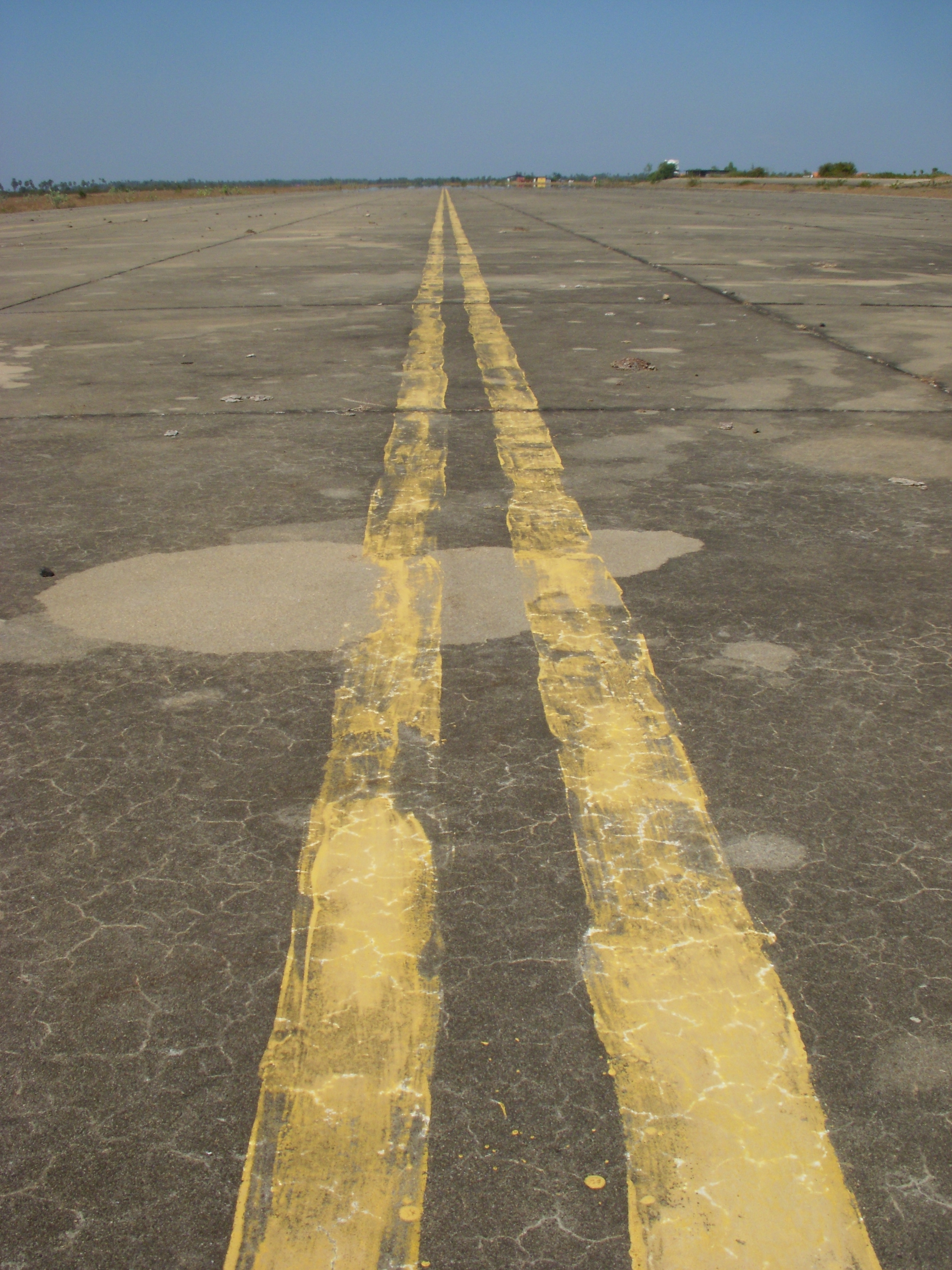
Flugplatz Kampong Chhnang im Landkreis Rolea B'ier (2009)

| Ort             | ICAO-Code | IATA-Code | Name des Flughafens       |
| --------------- | --------- | --------- | ------------------------- |
| Banlung         | VDRK      | RBE       | Flugplatz Ratanakiri      |
| Battambang      | VDBG      | BBM       | Flugplatz Battambang      |
| Kampong Cham    | VDKC      |           | Flugplatz Kampong Cham    |
| Kampong Chhnang | VDKH      | KZC       | Flugplatz Kampong Chhnang |
| Khemara Phoumin | VDKK      | KKZ       | Flugplatz Koh Kong        |
| Pursat          | VDSY      | KZD       | Flugplatz Krakor          |
| Kratie          | VDKT      |           | Flugplatz Kratie          |
| Sen Monorom     | VDMK      | MWV       | Flugplatz Mondulkiri      |
| Siem Reap       | VDSR      | REP       | Flughafen Siem Reap       |
| Stung Treng     | VDST      | TNX       | Flugplatz Stung Treng     |
| Tbaeng Meanchey |           | OMY       | Flugplatz Tbaeng Meanchey |